# Севск
Севск (рус. Севск) град је у Русији у Брјанској области.

## Становништво
| 1939. | 1959. | 1970. | 1979. | 1989. | 2002. | 2010. |
| ----- | ----- | ----- | ----- | ----- | ----- | ----- |
| 6.900 | 6.159 | 7.222 | 7.484 | 7.820 | 7.660 | 7.282 |